# Anna Chlumsky
Anna Chlumsky (Chicago, 3 de dezembro de 1980) é uma atriz norte-americana.

## Carreira
Iniciou a carreira de atriz quando era criança. Ficou famosa em sua pré-adolescência no papel de Vada Sultenfuss em My Girl filme de 1991 e sua continuação em My Girl 2 de 1994. Nesta época também participou de Gold Diggers: The Secret of Bear Mountain.
Interrompeu a carreira para graduar-se em Relações Internacionais na Universidade de Chicago em 2002. Trabalhou no ramo editorial mas resolveu voltar a atuar quando matriculou-se na Atlantic Theatre Company. Após isso, fez participações especiais em diversos seriados de televisão como 30 Rock, Law & Order e Law and Order: SVU. 
A atriz estudou no Brasil, em Salvador, e é fluente em língua portuguesa.
No cinema fez em 2009 In the loop dirigida por Armando Iannucci, que criou o seriado Veep em 2012, da qual Anna participa no elenco principal.
Por sua atuação como Amy Brookheimer na premiada série de televisão Veep, Anna foi indicada à diversos prêmios, incluindo 6 indicações ao Emmy do Primetime de melhor atriz coadjuvante numa série de comédia.
É casada desde 2008 com Shaun So.

## Filmografia

### Filmes
| Ano  | Título                                    | Papel            | Notas          |
| ---- | ----------------------------------------- | ---------------- | -------------- |
| 1989 | Uncle Buck                                | School Child     |                |
| 1991 | My Girl                                   | Vada Sultenfuss  |                |
| 1994 | My Girl 2                                 | Vada Sultenfuss  |                |
| 1994 | Trading Mom                               | Elizabeth Martin |                |
| 1995 | Gold Diggers: The Secret of Bear Mountain | Jody Salerno     |                |
| 2005 | Wait                                      | Cara             | Curta-metragem |
| 2007 | Blood Car                                 | Lorraine         |                |
| 2008 | Eavesdrop                                 | Chelsea          |                |
| 2009 | In the Loop                               | Liza Weld        |                |
| 2009 | The Good Guy                              | Lisa             |                |
| 2009 | My Sweet Misery                           | Chloe            |                |
| 2010 | Civil Unions: A Love Story                | Unnamed          | Short film     |
| 2011 | The Pill                                  | Nelly            |                |
| 2012 | Bert and Arnie's Guide to Friendship      | Sabrina          |                |
| 2015 | The End of the Tour                       | Sarah            |                |
| 2019 | Hala                                      | Shannon Taylor   |                |

### Televisão
| Ano       | Título                            | Papel                      | Notas                                          |
| --------- | --------------------------------- | -------------------------- | ---------------------------------------------- |
| 1997      | A Child's Wish                    | Missy Chandler             | Filme televisivo                               |
| 1997      | Miracle in the Woods              | Gina Weatherby / Field Pea | Filme televisivo                               |
| 1998      | Cupid                             | Jill                       | Episódio: "Meat Market"                        |
| 1998      | Early Edition                     | Megan Clark                | Episódio: "Teen Angels"                        |
| 2007      | Eight Days a Week                 | Riley McGann               | Série não exibida                              |
| 2007      | 30 Rock                           | Liz Lemler                 | Episódio: "The Fighting Irish"                 |
| 2007 2010 | Law & Order                       | Mary Calvin, Lisa Klein    | 2 episódios                                    |
| 2009      | House Rules                       | Scotty Fisher              | Filme televisivo                               |
| 2009      | Cupid                             | Josie                      | 4 episódios                                    |
| 2009      | 12 Men of Christmas               | Jan Lucas                  | Filme televisivo                               |
| 2010      | The Quinn-tuplets                 | Rachel Quinn               | Piloto                                         |
| 2010      | Covert Affairs                    | Vivian Long                | Episódio: "I Can't Quit You Baby"              |
| 2011      | Lights Out                        | Charlie                    | Episódios: "Headgames", "The Shot"             |
| 2011      | Three Weeks, Three Kids           | Jennifer Mills             | Filme televisivo                               |
| 2011      | White Collar                      | Agent Melissa Matthews     | Episódios: "Where There's a Will", "Countdown" |
| 2012–2019 | Veep                              | Amy Brookheimer            | 65 episódios; Papel principal                  |
| 2012      | Army Wives                        | Jessica Anderson           | Episódio: "Tough Love"                         |
| 2012      | Law & Order: Special Victims Unit | Jocelyn Paley              | Episódio: "Twenty-Five Acts"                   |
| 2013–2014 | Hannibal                          | Miriam Lass                | 4 episódios                                    |
| 2016      | Robot Chicken                     | Kelly / Nurse (voice)      | Episódio: "Western Hay Batch"                  |
| 2017      | Halt and Catch Fire               | Dra. Katie Herman          | 5 episódios                                    |
| 2021      | Rugrats                           | Charlotte Pickles (voz)    | Papel principal                                |
| 2022      | Inventing Anna                    | Vivian Kent                | Minissérie; papel principal                    |